# (500174) 2012 FH42
(500174) 2012 FH42 es un asteroide perteneciente al cinturón de asteroides, descubierto el 31 de diciembre de 2007 por el equipo del Spacewatch desde el Observatorio Nacional de Kitt Peak, Arizona, Estados Unidos.

## Designación y nombre
Designado provisionalmente como 2012 FH42.

## Características orbitales
2012 FH42 está situado a una distancia media del Sol de 2,382 ua, pudiendo alejarse hasta 2,660 ua y acercarse hasta 2,104 ua. Su excentricidad es 0,116 y la inclinación orbital 2,300 grados. Emplea 1342,91 días en completar una órbita alrededor del Sol.

## Características físicas
La magnitud absoluta de 2012 FH42 es 18,2.